# Georg von Steensen
Georg von Steensen (* 6. April 1734 in Avensberg (auch: Avnsbjærg oder Aunsbjerg) bei Viborg; † 3. Juli 1812 in Neiße) war ein preußischer Generalleutnant, Chef des Infanterieregiments Nr. 50 sowie Gouverneur der Festung Neiße.

## Leben

### Herkunft
Er stammt aus Avensberg, einem Adelssitz in der Provinz Nord-Jütland, Amt Standerberg bei Viborg, in Dänemark. Seine Eltern waren der Erbherr von Avensberg und Kommerzienrat Steen Jörgensen (* 1677; † 30. November 1754) und dessen Ehefrau Marie Cathrine Balslev (* 5. Mai 1703; † September 1744). Sein älterer Bruder war der königlich dänische Staatsrat Steen Steensen. Der dänische Dichter Steen Steensen Blicher war sein Neffe.

### Militärkarriere
Am 19. August 1757 wurde er Sous-lieutenant in französischen Régiment de Royal Deux-Ponts. Während des Siebenjährigen Krieges kämpfte er gegen die Preußen bei Roßbach, in der Schlacht bei Lutterberg und bei Sangerhausen (wo er eine Auszeichnung erhielt). Am 2. März 1759 wurde er Hauptmann und Kompaniechef des württembergischen Infanterieregiments „Prinz Wilhelm“. Am 1. Januar 1761 wurde er Kompaniechef in Grenadierbataillon „von Bode“ und am 30. Juli 1762 Major im Grenadierbataillon „von Harnach“. Am 22. Mai 1765 nahm er Abschied aus württembergischen Diensten.
Steensen kam am 14. November 1766 als Major in preußischen Diensten und stand 1772 im neuerrichteten Regiment „Rossiers“ in Silberberg. Am 1. Januar 1773 wurde er Chef der Musketierkompanie des Bataillons. Am 23. Juni 1775 wurde er Oberstleutnant und am 25. Februar 1778 Kommandeur des Bataillons. Danach nahm er am Bayerischen Erbfolgekrieg teil und stieg am 22. Juni 1779 zum Oberst und am 20. Mai 1787 zum Generalmajor auf. Am 4. September 1788 erhielt er eine Zulage von 600 Talern. Später am 1. Juli 1794 wurde er Generalleutnant und erhielt noch einmal 500 Taler. Am 29. Dezember 1795 wurde er zum Chef des Bataillons „Troscheke“ ernannt. Am 20. September 1797 wurde das Bataillon zum Infanterieregiment Nr. 50. Schon am 30. September 1799 wurde er aber zum Gouverneur der Festung Neiße ernannt und musste das Regiment wieder abgeben. Während des Vierten Koalitionskrieges verteidigte er die Festung tapfer gegen die Franzosen, musste sich aber letztlich am 15. Juni ehrenvoll ergeben. Am 16. Juni 1807 wurde er inaktiv gestellt und starb am 3. Juli 1812 in Neiße.

### Familie
Steensen war zweimal verheiratet. Seine erste Frau wurde 1778 Karoline Helene Wilhelmine von Thielau (* 14. Juni 1754; † 1782). Nach ihrem Tod heiratete er am 24. Oktober 1786 ihre Schwester Charlotte Sophie Elisabeth von Thielau (* 10. Oktober 1762; † 10. März 1818). Er hatte folgende Kinder:
- Friedrich Georg (* 1782; † 21. März 1819) preußischer Rittmeister ⚭ 18. Januar 1809 Antonia Lippa von Kozarzow (* 1. Juni 1786; † 23. März 1864)[3]
- Karoline Charlotte Luise Mathilde (* 22. Oktober 1799)